# Justina Valentine
Justina Valentine (nascida em 14 de Fevereiro de 1987) é uma cantora, rapper e compositora americana de Clifton, Nova Jersey, mais conhecida pelas canções "Candy Land" com participação do rapper Fetty Wap, "All The Way" e "Unbelievable".

## Biografia

### Vida e carreira
Justina Valentine (inicialmente apenas Justina), nasceu em 14 de Fevereiro de 1987, em Clifton, Nova Jersey. É de ascendência italiana.
Cresceu em uma família de músicos e fez teatro e dança quando era criança. Valentine afirma que sempre teve paixão por hip hop e pop. Em 2004 começou a gravar suas próprias canções.
Valentine diz que nunca foi tímida em frente aos holofotes, e sempre gostou de fazer shows, fazer as pessoas rirem, e também fazê-las felizes. Ela afirma que começou a estrelar na escola e em locais de sua cidade, enquanto fazia aulas de dança. 
Seu pai é vocalista de uma banda e toca diversos instrumentos. “Ele tem uma banda com meu tio e meu primo, no qual é um dos mais talentosos, tocamos juntos também. Meus avós cantavam e eram envolvidos com teatro também, então você pode concluir. Nossas festas em família sempre foram e sempre serão assim. Música tem feito e sempre fará parte da minha vida” Justina diz.
Valentine é conhecida por um som eclético, desde Hip-Hop até uma infusão de soul. Lançou sua primeira mixtape Route 80 em 2012, e os singles "Bubble Gum" e "Hip-hop Joan Jett" tornaram-se "hits" virais no Youtube. Valentine lançou seu EP, Valentine, em 2013 debutando em #38 na categoria de álbuns de R&B no iTunes. Em 8 de Julho de 2014, lançou sua segunda mixtape, Red Velvet. Em 2016, lançou seu primeiro álbum de estúdio, Scarlet Letter. Ainda em 2016, Valentine passou a ser um dos novos membros da oitava temporada do programa Wild 'N Out da emissora MTV.

## Estilo musical e influências
Justina possui um som eclético, indo desde hip-hop e pop até uma infusão de soul. Algumas de suas canções entraram em diversos charts de música e são tocadas em rádios. Valentine é influenciada por seu pai, que é musico e por artistas como Lil' Kim, Eminem, Tupac e The Beatles.

## Discografia
Álbums
- Scarlet Letter (2016)

 Eps
- Valentine (2013)

 Mixtapes
- Route 80 (2012)
- Red Velvet (2014)

 Singles
- Whatcha Say (2006)
- Let's Experiment (2007)
- Gloves Off (2012)
- Reputation (2012)
- Bubble Gum (2012)
- Boom F*ck It (2012)
- When I Look At You (2012)
- We Get High (2013)
- Lord Have Mercy (2013)
- Unbelievable (2013)
- The Ring (2013)
- Change a Man (2014)
- Glitters (2014)
- Unbelievable (remix) (feat. Maino) (2014)
- Yeah Me (2014)
- Heavy Breathin (2014)
- Let the Birds Fly (feat. PYRMDS) (2014)
- Freedom (2014)
- Fleek (2015)
- Faded (2015)
- CandyLand (feat. Fetty Wap) (2015)
- All The Way (feat. FUTURISTIC) (2015)
- Muse (2016)
- Blue (2016)
- Suga Daddy (2016)